# Ilona Klimek
Ilona Klimek (* 1970 in Köln-Vingst) ist eine deutsche Künstlerin, Fotografin und Sachbuchautorin.

## Leben und Wirken
Nach dem Abitur im Friedrich-Wilhelm-Gymnasium (Köln) war sie von 1990 bis 1996 als Praktikantin und Assistentin im Fotostudio Geissler in Köln angestellt. Anschließend nahm sie an Werbekampagnen für große Kosmetikunternehmen und bei der Planung und Durchführung von Workshops für Fujifilm auf Zypern teil. Seit dem Jahr 1995 führte sie als freischaffende Künstlerin eigene Fotoprojekte mit der 8x10 inch Deardorff Großformatkamera aus, experimentierte mir Lichteffekten (House-Master Light Painting System) und organisierte im Jahr 1996 ihre erste Ausstellung in der Kölner Galerie Skala.
Im ersten Halbjahr 1997 begann ihre Zusammenarbeit mit Jörg Immendorff (1947–2007) – davon erstand 2007 ihr Bildband Intensive – 48 Stunden mit Jörg Immendorff.  Seit dem Jahr 1998 führt sie Aufträge für die Agfa-Gevaert-Gruppe aus. Im Jahr 1999 gründete sie eigenes Atelier in Köln-Neustadt-Süd und stellte den Bilderreihen: Blumen schwarz-weiß, Blumen rot, Châteu de Graaf, Der kleine Adolf, Duck Tales, Ohne Etikette, Portraits Immendorff aus.

## Ausstellungen (Auswahl)
- 1995: Kunst 1995, Leverkusen
- 1996: Internationale Photoszene, Galerie Skala, Köln
- 1997: Photoworld Agfa Gevaert, Moskau
- 1998: Venus 1998, Maisenbacher Art Gallery, Berlin
- 1998: Art Frankfurt, Galerie Skala
- 2002: Senftröpfchen-Theater, Köln
- 2002: Turbon AG, Hattingen
- 2003: Château de Graaf, Montzen, Belgien
- 2003: Lust auf Rot, Atelier Ilona Klimek, Köln
- 2005: Art Cologne, Kunst Köln, Messe 2005
- 2006: Duingalerie, Domburg, Niederlande
- 2007: Intensive – 48 Stunden mit Jörg Immendorff, Buchpräsentation mit Christine Westermann
- 2008: Ausstellung zur Art Cologne bei Selinka-Schmitz mit der Galerie Thomas Zander
- 2008: Theater im Walzwerk, Pulheim
- 2011: Künstlerwoche Schildersweek, Domburg, Niederlande
- 2011: Quirin Bank AG, Speichern Höfe, Köln, Begrüßung: Lutz Matulla

## Bücher (Auswahl)
- mit Ingo Fischer, Sascha Krüger:  Intensive – 48 Stunden mit Jörg Immendorff, 29.–30. Mai 1997. Liebe, Glaube, Hoffnung Medienagentur, Bonn 2007, ISBN 3-00-022349-5.
- mit Wolfgang Nitschke:  Bestsellerfressen [1]. Eine literarische Schlachtplatte. Mit Fotos von Ilona Klimek.  Edition Tiamat, Berlin 1999, ISBN 3-89320-023-1. –  die Pos. 84, in der Reihe Critica diabolica.
- mit Kim Heisterkamp, Klaus Michels, Peter Strobel, Joachim Badura: Heimspiel. Brings-Songbook. Musikverlag Hans Gerig, Bergisch Gladbach 2006, ISBN 978-3872523464.